# Гоголь зеленоголовий
Го́голь зеленоголо́вий, або гоголь, заст. ґе́ґавка (Bucephala clangula) — птах родини качкових (Anatidae) ряду гусеподібних (Anseriformes). Один з 3-х видів роду у світовій фауні; єдиний вид роду у фауні України. В Україні — гніздовий, перелітний, зимуючий.

## Морфологічні ознаки

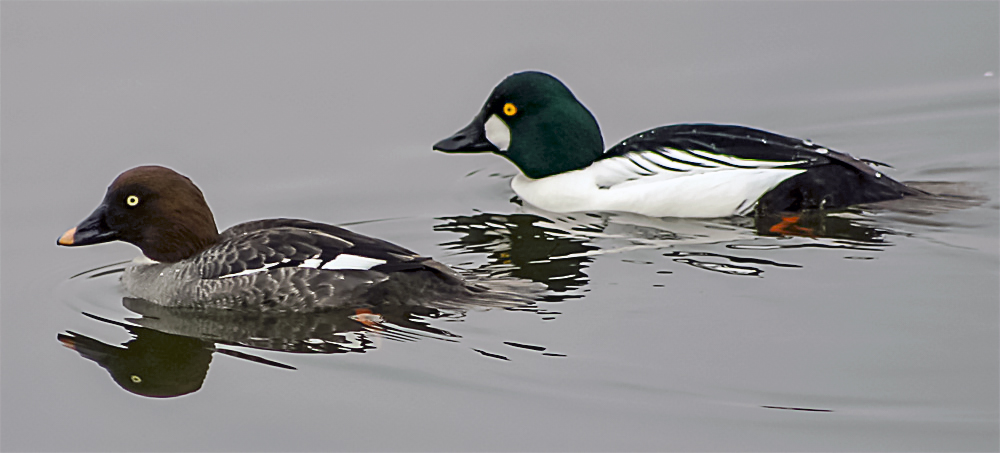
Пара

Ниркова качка середньої величини з великою заокругленою головою, коротким дзьобом та контрастно-чорним забарвленням (у самців). Виражений статевий диморфізм. У дорослого самця в шлюбному вбранні голова чорна, з зеленим металічним полиском; біля основи дзьоба білі плями; середина спини, частина плечових пер, надхвістя і першорядні махові пера чорні; шия, спина з боків, верхні покривні пера другорядних махових і низ тулуба білі; першорядні махові і їх покривні пера чорні; «дзеркальце» біле; спід крил темно-сірий. Хвіст чорний, дзьоб чорний, ноги жовтогарячі, райдужна оболонка ока жовта. У позашлюбному вбранні самець подібний до самки, але верхні покривні пера крил такі, як у шлюбний період. Доросла самка бурувато-сіра; голова і верх шиї шоколадно-коричневі; на шиї білий «нашийник». Райдужка світла, але не така яскраво-жовта як у самців. На верхніх білих покривних перах крила дві вузькі темні смуги, малі покривні пера крила сірі; груди і черево білі. Дзьоб темно-сірий, іноді з жовтою плямою на кінці; ноги жовті. Молодий птах подібний до самки, але без «нашийника». Маса тіла: 570—895 г, довжина тіла: 325—360 мм, розмах крил: 620—690 мм.
В усі періоди року від чубатої і морської черней відрізняється білими верхніми покривними перами другорядних махових, а доросла самка від дорослих самок черней — також білим «нашийником» і темно-сірим сподом крил.

## Ареал виду та його поширення в Україні

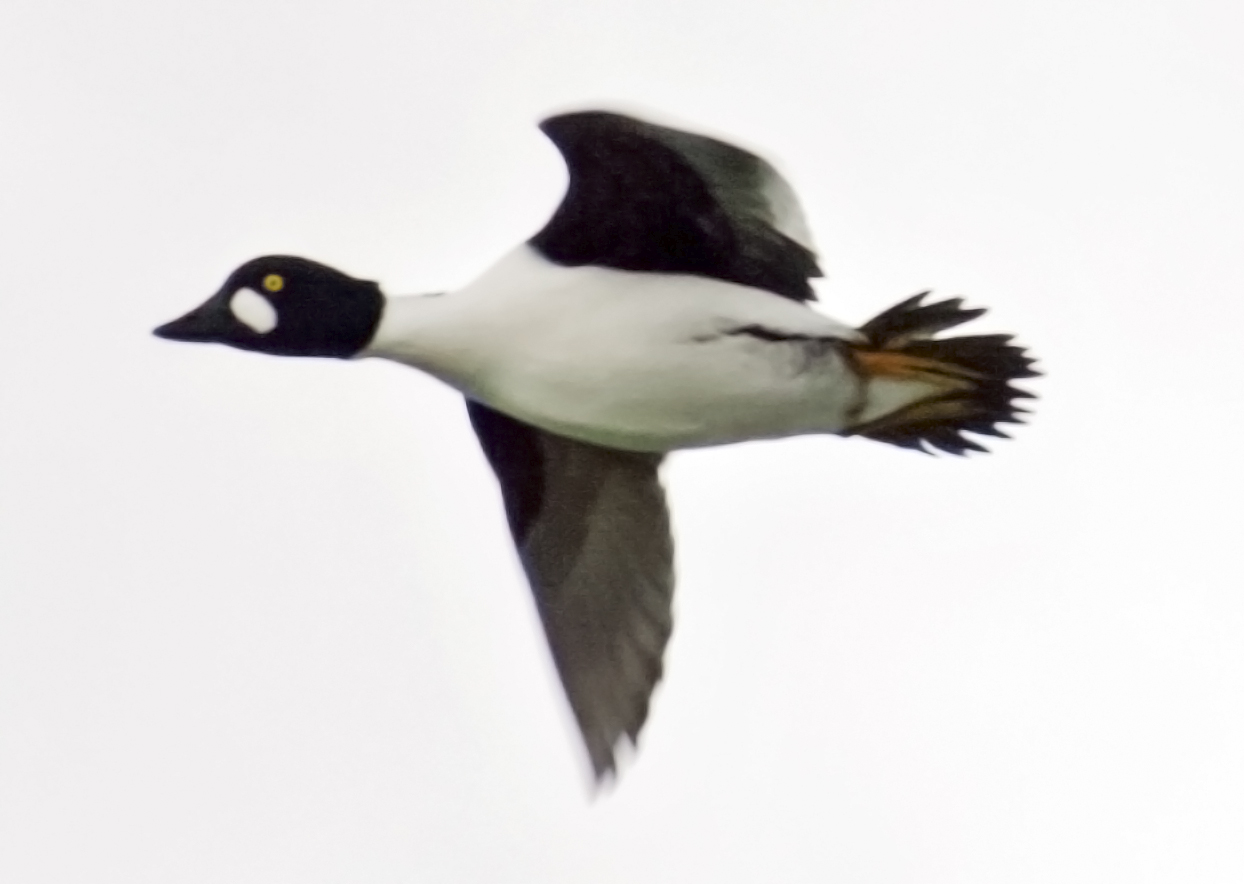
Самець у польоті

Гніздиться у лісотундрі і тайзі Євразії та Північної Америки. В Україні гніздиться групами на півночі Рівненської області і, можливо, на Шацьких озерах, а також на Дніпрі. Зимує на Дніпрі (сотні птахів) і Азово-Чорноморському узбережжі, переважно на Утлюцькому лимані та у північній частині Сивашу.

## Чисельність і причини її зміни
Скрізь нечисленний, місцями звичайний птах. В Європі популяція нараховує 395−400 тис. ос. В Україні був численним на гніздуванні у плавнях Дніпра між Запоріжжям і Нікополем, але після затоплення Кінських і Базавлуцьких плавнів в останнє десятиріччя не трапляється. Кілька десятків пар гніздиться у Волинській та Рівненській областях, окремі пари − у заплаві середнього і нижнього Дніпра. На зимівлі звичайний (за рахунок прилітних птахів з Росії та Білорусі) переважно на Чорноморському узбережжі, але чисельність не перевищує 5 тис. ос. і продовжує зменшуватись, імовірно у зв'язку з підвищенням рівня Каспію і покращанням там умов зимівлі. Негативно впливає і вирубування старих дуплистих дерев у заплавах річок і на берегах озер, затоплення заплав внаслідок будівництва ГЕС.

## Особливості біології

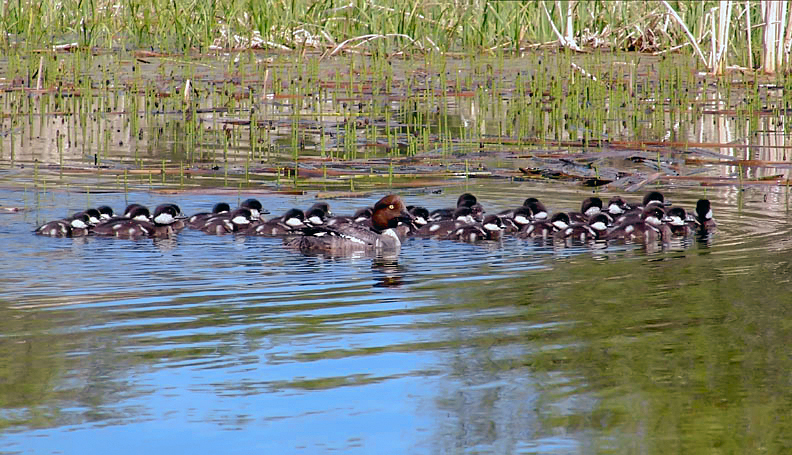
Самиця з пташенятами з кількох виводків

Статевозрілим стає у 2 роки. Прилітає у кінці лютого — на початку березня. Займає прісні водойми (озера, заплави великих річок), оточені лісом з дуплистими деревами; на зимівлі — морські затоки та ополонки на великих річках і водосховищах. Пари утворює наприкінці зимівлі.

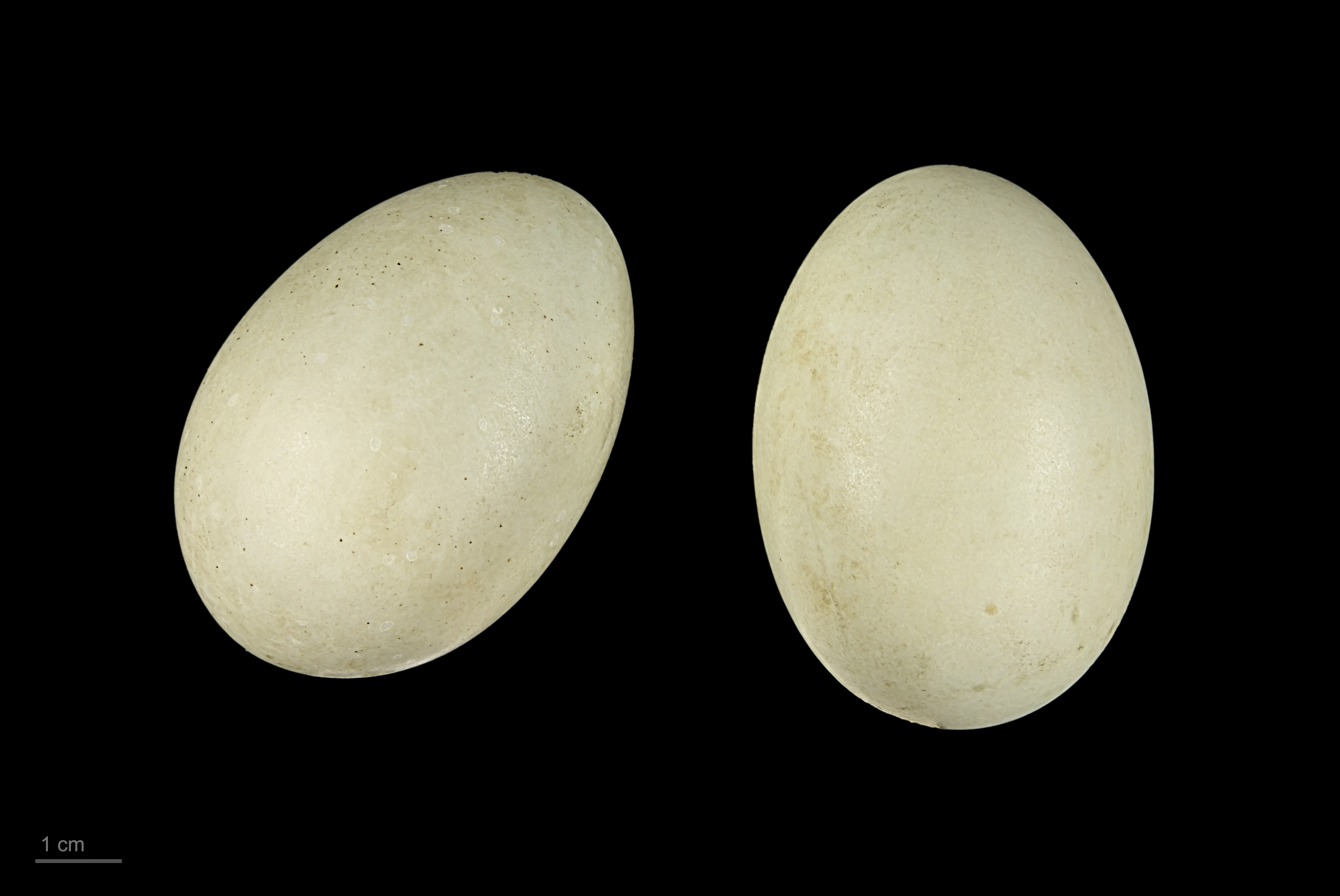
Яйця гоголя (Тулузький музей)

Гнізда влаштовує виключно у дуплах дерев листяних порід; охоче заселяє штучні гніздівлі. Гніздо використовує кілька років. Кладку з 7–12 яєць відкладає з другої половини травня; насиджує самка (28 діб). Пташенята починають літати у кінці липня. Окремі особини влітку можуть знаходитись за межами репродуктивної частини ареалу (на Молочному лимані, Сиваші), де проходить їхнє линяння. На місця зимівлі прилітає пізно (зазвичай у 2-й половині грудня), утворює мішані зграї з іншими качками, які кочують уздовж узбережжя.
Живиться личинками комах, молюсками, ракоподібними, а також дрібною рибою.

## Охорона
Включено до Червоної книги України (1994, 2009), природоохоронний статус виду — рідкісний. Знаходиться під охороною Боннської (Додаток ІІ) та Бернської (Додаток ІІІ) конвенцій. У місцях, зручних для гніздування виду, необхідно влаштовувати штучні гніздівлі, а також зберігати у заплавах річок старі дуплисті дерева. У місцях гніздування в Рівненській та Волинській областях необхідно створити заказники загальнодержавного значення. Розмножуються у зоопарках.